# アミューズメントメディア総合学院
アミューズメントメディア総合学院（アミューズメントメディアそうごうがくいん）は、クリエイターの専門教育を業としている日本の企業。東京都の恵比寿 (渋谷区)と、大阪府の西中島 (大阪市)に拠点を構える。通称「AMG」（エー・エム・ジー）。

## 概要
エンタテインメント業界で活躍するクリエイター・アーティストの育成を目的とする専門の学校である。ゲーム、CG、アニメ、漫画、小説・ノベルズ、声優など、エンタテインメントに特化した学校として1993年に設立。
設立当初は、学校法人格を取得していない通常の営利法人による私企業経営であり、専修学校や各種学校に該当しない、いわゆる無認可校であった。
2016年4月、大阪府に新規学校法人「学校法人吉田学園」が設立され、アミューズメントメディア総合学院大阪校が当該法人の経営になり「大阪アミューズメントメディア専門学校」に名称を変更した。大阪府の認可校になったが、実質上AMGグループの一員として一体で運営されている。

### AMGグループ
- AMGエンタテインメント
- AMG MUSIC
- AMG STUDIO
- AMG ホール
- アメイジングD.C.
- アットエンタテインメント
- プロダクション・エース
- AMG出版
- AMG GAMES

### 学科（アミューズメントメディア総合学院 東京校）
本科（2年制）
- ゲームプログラマー学科（ゲームプログラミング専攻、VR・AR専攻）
- ゲームプランナー学科
- ゲーム・アニメ3DCG学科
- アニメーション学科（アニメーター専攻/アニメ監督・演出専攻）
- キャラクターデザイン学科
- マンガイラスト学科
- 小説・シナリオ学科（文芸小説専攻/ライトノベル専攻/アニメ・ゲームシナリオ専攻）
- 声優学科

専科（半年制）
- マンガイラスト専科
- ノベルス専科
- 声優専科（基礎コース・研究コース・マスターコース・声優アーティストコース・ジュニア声優タレントコース・声優専科横浜）

### 学科（大阪アミューズメントメディア専門学校）
本科（2年制）
- ゲームプログラマー学科（ゲームプログラミング専攻、VR・AR専攻）
- ゲームクリエイター学科
- ゲーム・アニメ3DCG学科
- アニメーション学科（アニメーター専攻/アニメ監督・演出専攻）
- キャラクターデザイン学科
- マンガイラスト学科
- ノベルス文芸学科（ライトノベル専攻/文芸小説専攻/アニメ・ゲームシナリオ専攻）
- 声優学科

専科（半年制）
- 声優専科（基礎コース・研究コース・マスターコース・声優アーティストコース）

### 所在地
- アミューズメントメディア総合学院 〒150-0011 東京都渋谷区東2-29-8
- 大阪アミューズメントメディア専門学校 〒532-0011 大阪府大阪市淀川区西中島3-12-19

## 沿革
- 1993年 - 法人設立
- 1994年 - アミューズメントメディア総合学院 恵比寿に開校
- 1998年 - 大阪校開校
- 1999年 - アット・エンタテインメント㈱設立（洋画買付、配給、ビデオ発売・販売）
- 1999年 - AMGエンタテインメントの前身企業、㈱フルメディア設立
- 2001年 - AMGミュージック事業部 設立
- 2005年 - AMGエンタテインメント㈱設立
- 2006年 - AMG出版工房本格稼動
- 2006年 - アメイジング D.C 設立.
- 2008年 - 角川GHDとの合弁会社、プロダクション・エースを設立
- 2014年 - 角川国際動漫教育 台湾で開校（KADOKAWA contents Academy株式会社と教育プログラムの構築面で業務提携）
- 2016年 - アミューズメントメディア総合学院大阪校が「学校法人吉田学園」の運営に移行。大阪府の認可を取得し「大阪アミューズメントメディア専門学校」に名称変更。
  - 「アンリアルチャレンジ」が、教育機関向け「DEV GRANTS（デヴグランツ）」で日本初の受賞
  - 『風船と少年とイソギンチャク 空へ昇る』が第9回福岡ゲームコンテスト優秀賞。TSUKUMO賞をW受賞
  - GAMESよりスマートフォンアプリゲーム『玉之丞といっしょ』『玉之丞のおでかけ』をそれぞれ配信開始
  - ミュージック 『ボイトレ男子』プロジェクトスタート
  - 川上亮原作・小独活作画の『人狼ゲーム ビーストサイド』コミカライズが竹書房より第1巻、第2巻発売
  - 小島梨里杏主演『人狼ゲーム プリズンブレイク』劇場映画公開
  - 春名風花主演の3DCGアニメ『みつばちマーヤの大冒険』劇場映画公開
  - 野沢雅子氏、柿原徹也氏ら豪華声優陣と在校生が共演
  - 出版から『物念世界』『佐藤二朗なう』など小説をはじめとする書籍を多数刊行
  - 実業之日本社から小説『戦飯』『はだかのパン屋さん』など多数刊行
  - GAMES VRゲーム『Airtone』発売開始
- 2017 - 古畑星夏主演『人狼ゲーム ラヴァーズ』劇場映画公開。主題歌を在校生が歌唱
  - 伊藤淳史主演『ねこあつめの家』劇場公開。ノベライズを実業之日本社より刊行
  - 大野拓朗主演動物シリーズ『猫忍』劇場公開＆TVドラマ放送。原作をノベライズ
  - （株）BookLiveとオリジナル電子コミックシリーズ配信開始
  - 浅川梨奈（SUPER☆GiRLS/18）主演の映画『人狼ゲーム マッドランド』劇場公開。ノベライズ竹書房より刊行
  - 在校生が開発した、アンリアルチャレンジ『Rainbow Step』が第10回福岡ゲームコンテスト最優秀賞を受賞
  - 第90回アカデミー賞 ノミネート作品『ゴッホ～最期の手紙～』イッセー尾形さん、山田孝之さんらと在校生・卒業生が共演
- 2018 - 武田玲奈（non-noモデル）主演『人狼ゲーム ロストエデン』TVドラマ放送
  - 同じく武田玲奈（non-noモデル）主演の映画『人狼ゲーム インフェルノ』が劇場公開。主題歌を在校生が歌唱
  - 在校生が開発した“アンリアルチャレンジ『SACRED FOUR』”が第11回福岡ゲームコンテスト優秀賞。TSUKUMO賞をW受賞
  - 出版から『進化の実』、『東京23区絶滅』などコミカライズを多数刊行
  - GAMESよりスマートフォンアプリゲーム第4弾『ねころび』リリース
  - 小倉優香主演の『レッド・ブレイド』劇場公開
  - 小澤廉主演の『新宿パンチ』劇場公開
- 2019 - 人気動物シリーズ最新作『柴公園』TVドラマ ＆ 劇場公開
  - アニメ『みつばちマーヤの大冒険』の第二弾VODにて発売

## 主な出身者
五十音順
声優タレント学科
- EARLY WING
  - 白井悠介
  - 矢野龍太

- 青二プロダクション
  - 赤羽根健治
  - 伊藤かな恵
  - 落合福嗣
  - 鹿野優以
  - 草野太一
  - 斉藤佑圭
  - 坂田将吾
  - 長江里加
  - のぐちゆり
  - 元吉有希子
  - 山根綺
  - 和多田美咲

- アクロスエンタテインメント
  - 川乃璃子
  - 降幡愛

- アーツビジョン
  - 前野智昭

- アミュレート
  - 本多真梨子

- アンバーノート
  - 近藤隆[1]

- インテンション
  - 朝井彩加

- WITH LINE
  - 入江麻衣子
  - 菊池勇成
  - 土岐隼一

- 81プロデュース
  - 青山玲菜
  - 内野孝聡
  - 米澤円
  - 高倉有加
  - 酒巻光宏
  - 酒井敬幸
  - 榊原優希
  - 芹澤優
  - 羽多野渉
  - 蒔村拓哉
  - 堀総士郎
  - 本間沙智子
  - 三宅健太
  - 三宅貴大
  - 望田ひまり
  - 祐仙勇
  - ランズベリー・アーサー

- AIR AGENCY
  - 髙坂篤志
- エスエスピー
  - 比上孝浩

- 大沢事務所
  - 桐井大介
  - 山下誠一郎

- 尾木プロ THE NEXT
  - 虎渡瑞季
  - 長島光那

- 賢プロダクション
  - 菅沼千紗
  - 冨田泰代
  - 西墻由香

- ケンユウオフィス
  - 岡田貴之
  - 京花優希
  - 福井美樹
  - ヤスヒロ

- シグマ・セブン
  - 井上剛
  - 西明日香

- Zynchro
  - 柿原徹也

- スターダストプロモーション
  - 加藤英美里
  - 黒木ほの香
  - 峯田大夢

- ティーズファクトリー
  - 佐藤ミチル

- 響
  - 相羽あいな

- パワー・ライズ
  - 國分優香里
  - 我妻正崇

- プロダクション・エース
  - 桑原敬一
  - 山田悠希

- ぷろだくしょんバオバブ
  - 黒河奈美
  - 真仲恵吾

- ホーリーピーク
  - 山岡ゆり

- マウスプロモーション
  - 河西健吾
  - 清水彩香

- mitt management
  - 中川亜紀子

- ゆーりんプロ
  - 小林裕介
  - 山端零

- Rush Style
  - 今井文也
  - 島田愛野
  - 野津山幸宏

- リマックス
  - 石狩勇気
  - 山口令悟

- フリー
  - 伊東久美子
  - 飯田利信
  - 門脇舞以
  - 小杉ゆう子
  - 佐藤雄大
  - 田丸裕臣
  - 味里

ゲームプランナー学科
- 石渡太輔
- 榎本秋
- 岡田麿里

ゲームグラフィックデザイナー学科
- 小原美穂
- 森利道

アニメーション学科
- 月永ヒデヲ

キャラクターデザイン学科
- 加藤アカツキ

マンガ学科
- 久世みずき
- 小うどん/小独活 [2]

ノベルス学科
- 哀川譲
- 雨木シュウスケ
- 上月司
- 片山奈保子
- 九辺ケンジ
- 滝上よしき
- 照下土竜
- 平田ノブハル
- ハセガワケイスケ
- 柊★たくみ
- 野島けんじ

## 制作・関連作品
2006年
- イヌゴエ（テレビドラマ、劇場版）

2008年
- ネコナデ（テレビドラマ、劇場版）

2009年
- 幼獣マメシバ（テレビドラマ、劇場版）
- ことなかれヒーロー じんじゃーまん（劇中アニメ）
- 鋼殻のレギオス（テレビアニメ）
- アニソン・カフェ ゆめが丘

2010年
- ねこタクシー（テレビドラマ、劇場版）
- ねこばん（テレビドラマ）、ねこばん3D とび出すにゃんこ（劇場版）
- ウリざる (DVD)
- 生徒会の一存（テレビアニメ）
- FORTUNE ARTERIAL 赤い約束（テレビアニメ）

2011年
- 犬飼さんちの犬（テレビドラマ、劇場版）
- デッドマン・ワンダーランド（テレビアニメ）

2012年
- ジョーカーゲーム（小説、漫画、劇場版 ※北原里英（AKB48）主演）
- 生徒会の一存 Lv.2（テレビアニメ）

2013年
- ハル（劇場アニメ、Webラジオ）
- ジョーカーゲーム 脱出（小説、劇場版）
- マメシバ一郎（テレビドラマ、劇場版、小説、児童書、イラスト）
- 人狼ゲーム（小説、劇場版 ※桜庭ななみ主演、漫画）
- i☆Ris 芹澤優のせりざわーるど with you（ラジオ番組）

2014年
- 猫侍（テレビドラマ、劇場版 ※北村一輝主演、劇場版主題歌、小説）
- 四十五番目の話（ラジオ番組、ラジオドラマCD）
- 青鬼（劇場版 ※入山杏奈(AKB48)主演）
- インフィニタ・ストラーダ（PS Vita対応ゲーム）
- といてすすんで！ なぞときキャッスル（ニンテンドー3DS対応ゲーム）
- 人狼ゲーム ビーストサイド（劇場版、小説）
- 萬屋探偵・鬼薙（小説）
- 占い師・お蓮の館（小説）
- 婚活刑事 花田米子の絶叫（小説）
- アグリ（小説）
- 石燕妖怪戯画 妖怪絵師と夢追う侍（小説）
- パンデミック・ゲーム（小説）
- アポカリプス・ゲーム（小説）
- サミーとシェリー（劇場映画）
- 幼獣マメシバ望郷篇（テレビドラマ、劇場版、小説）
- 週刊 小林ゆう（ラジオ番組）
- マッドファーザー（小説）
- ノベルジム（小説投稿サイト）

2015年
- ローリング☆ガールズ（TVアニメ）
- アブソリュート・デュオ（TVアニメ）
- アブソリュート・デュオEC（ソーシャルゲーム）
- アニソンハンター（TV番組）
- インフィニタ・ストラーダ華（ゲーム）
- 婚活刑事 花田米子に激震（小説）
- メゾン・ド・魔王 働かない魔王と金欠のモンスターたち（小説）
- 人狼ゲーム CRAZY LIKE A FOX（小説）
- 青鬼 ver.2.0（劇場版）
- 猫侍 SEASON2（テレビドラマ、劇場版※北村一輝主演、小説）
- 婚活刑事 花田米子は散々（小説）
- 人狼ゲーム（コミカライズ版）
- アプリ版人狼ゲーム（ゲーム）
- マンガイラストジム（マンガ・イラスト投稿サイト）
- 柿原徹也のKKHRラジオ（WEBラジオ）

2016年
- 玉之丞といっしょ（スマートフォンアプリゲーム）
- 人狼ゲーム ビーストサイド（コミカライズ）
- 人狼ゲーム プリズンブレイク（劇場版）
- みつばちマーヤの大冒険（劇場版）
- 物念世界（小説）
- 佐藤二朗なう（小説）
- 戦飯（小説）
- はだかのパン屋さん（小説）
- Airtone（VRゲーム）
- ボイトレ男子（ボイスドラマ）
- 意味が分かると怖い話（短編集）
- シンデレラゲーム （劇場版、小説）

2017年
- 人狼ゲーム ラヴァーズ    （劇場版）
- ねこあつめの家 （劇場版、小説）
- 猫忍    （劇場版・TVドラマ）
- 人狼ゲーム マッドランド    （劇場版）
- ゴッホ～最期の手紙～（劇場アニメーション）

2018年
- 人狼ゲーム ロストエデン（TVドラマ）
- 人狼ゲーム インフェルノ（劇場版）
- 進化の実（コミカライズ）
- 東京23区絶滅 （コミカライズ）
- ねころび     （スマートフォンアプリゲーム）
- レッド・ブレイド（劇場版）
- 新宿パンチ   （劇場版）
- 柴公園（劇場版・TVドラマ、小説、コミカライズ）
- ゼニガタ（劇場版、小説）
- ダブルドライブ（劇場版）
- ボイトレ男子（電子コミック版）

2019年
- みつばちマーヤの大冒険2 ハニー・ゲーム（VOD）
- ボイトレ男子（アニメ版）

2020年
- ムヒョとロージーの魔法律相談事務所 第2期（TVアニメ）
- 神達に拾われた男（TVアニメ）

2021年
- 裏世界ピクニック（TVアニメ）